# Ftalan dibutylu
Ftalan dibutylu, DBP – organiczny związek chemiczny z grupy ftalanów, ester alkoholu butylowego i kwasu ftalowego. Stosowany jako plastyfikator PCW, często używany w kombinacjach z innymi ftalanami. W temperaturze pokojowej jest bezbarwną lub bladożółtą cieczą. Ma słabą woń estru i silny, gorzki smak. Wykorzystywany w niektórych produktach higieny osobistej, szczególnie do czyszczenia paznokci. Jest również stosowany jako dodatek do klejów lub tuszów drukarskich oraz środek przeciwpieniący. Jest rozpuszczalny w różnych rozpuszczalnikach organicznych, np. alkoholu, eterze i benzenie. DBP jest doskonałym rozpuszczalnikiem wielu barwników, środków owadobójczych i nadtlenków.

## Reakcje
Ftalan dibutylu może gwałtownie reagować z chlorem. Nie reaguje z azotanami, utleniaczami, mocnymi zasadami i kwasami.
Używanie tej substancji w kosmetykach, włączając w to płyny do zmywania paznokci zostało zakazane na terenie Unii Europejskiej Dyrektywą 76/768/EWG z 1976 roku.